# Спарре, Карл Густав
Карл Густав Спарре (швед. Carl Gustaf Sparre; 1 июня 1688 — 24 апреля 1741, Стокгольм) — шведский государственный деятель и дипломат.

## Биография
Карл Густав Спарре родился 1 июня 1688 года в семье барона Якоба Казимира Спарре и баронессы Бриты Лейонхувуд.
Начал военную карьеру в 1704 году в чине фенрика. К сражению под Полтавой (1709) он был уже квартирмейстером Скараборгского полка. В ходе сражения попал в плен, но год спустя был обменян и в 1711 году в звании капитана назначен в Вестманландский полк. В 1716 году его произвели в майоры, а затем и в подполковники. По прошествии ещё одного года он стал генерал-адъютантом.
В 1719 году Спарре произвели в полковники. В сентябре того же года королева Ульрика Элеонора без согласия риксрода направила его посланником к английскому двору. В этот период своей жизни Спарре был сторонником короля Фредрика и Арвида Горна и оказывал им важные услуги при переговорах о присоединении к Ганноверскому союзу.
По возвращении из Англии в 1732 году Карл Густав Спарре получил чин полковника в Смоландском кавалерийском полку, а немного спустя стал генерал-майором корпуса драбантов. Впоследствии он вновь возглавил посольство в Англию. Здесь он вступил в тесные связи с оппозицией, и английское правительство выразило желание, чтобы он был отозван, однако отзыв произошёл лишь по его собственному желанию в 1736 году.
Около 1734 года Спарре сблизился с будущим лидером партии «шляп» Карлом Юлленборгом, а в 1737 году ему был доверен пост ландсхёвдинга Сёдерманландского лена. Благодаря своим родственным связям с Карлом Юлленборгом, на приёмной дочери которого он был женат, во время риксдага 1738 года он получил место в Секретном комитете, где активно выступал за отставку членов риксрода и объявление войны России. После того как на проходившем риксдаге партия «шляп» одержала победу, Спарре был назначен членом риксрода. После убийства в 1739 году русскими офицерами шведского дипломатического агента Малькольма Синклера энергично раздувал антирусские настроения.
Шведский историк Карл Густав Мальмстрём характеризовал Спарре как «склонного к интригам, фанатичного и яростного политика, имеющего куда больше мужества и упрямства, нежели рассудительности и умения владеть собой».

## Семья
Был женат на Элизабет Дерит, по удочерению графине Юлленборг.